# قرن (أحياء)

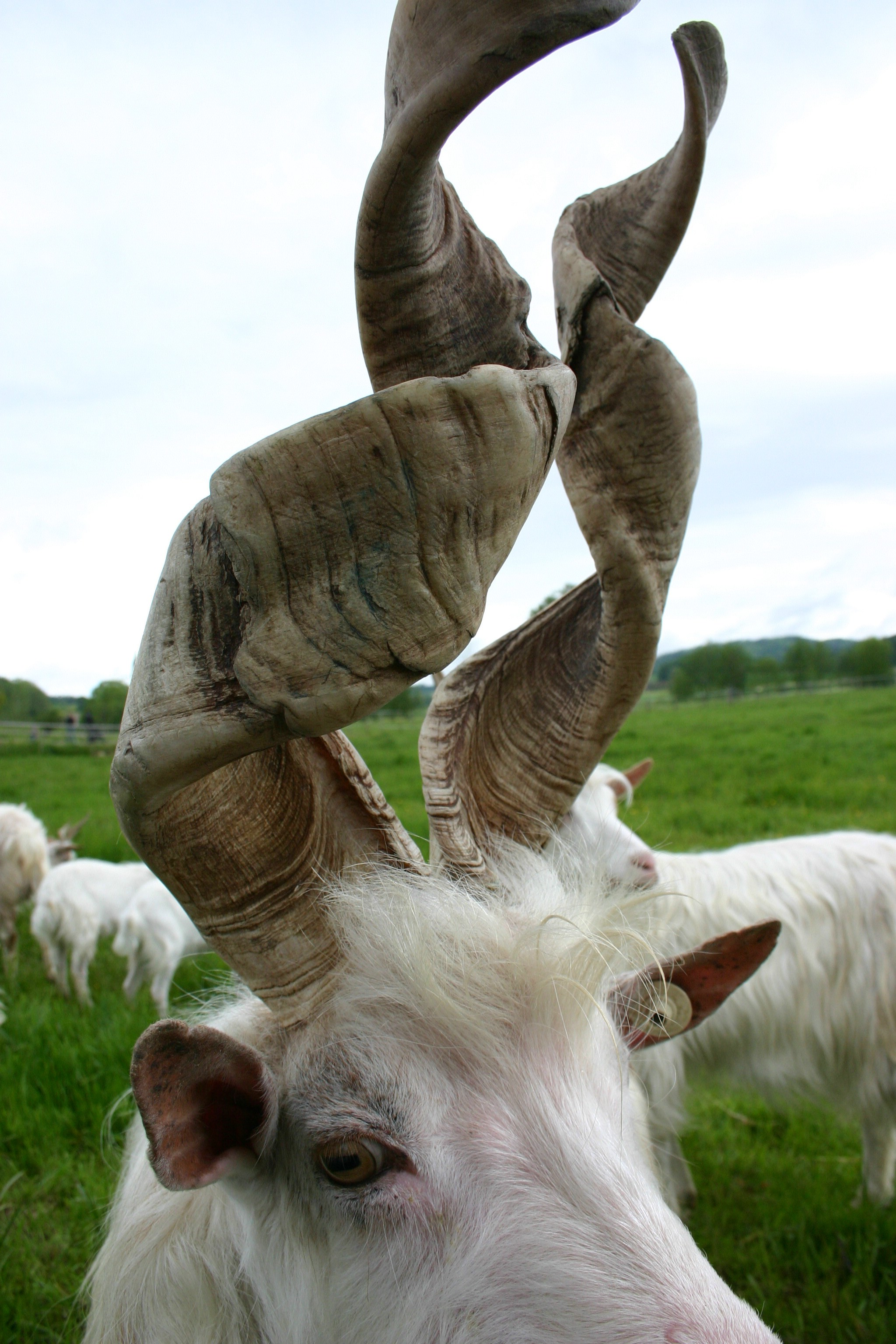
قرنا ماعز لولبيَّان، وتظهر عليهما زخارف على شكل خطوط تمتد عبرهما.

القرن أو الرَّوْق(ملاحظة 1) في علم الأحياء هوَ نتوءٌ جلديّ مستدق الرَّأس يَبرز من رؤوس بعض أنواع الحيوانات، يَتكوَّن من غلاف كيراتينيٍّ أو بروتينيٍّ يُغطي أصلاً عظمياً صلباً (مثل ما هي الحال عندَ البقريات)، أو أحياناً يَتكوَّن كلياً من شعر مكتنز (مثل ما هيَ الحال عند الكركدنيات). غالباً ما تتواجدُ القرون عندَ شفعيات الأصابع المُجترَّة، خصوصاً في فصيلتي الظبيماعزيات (الظبي الأمريكي) والبقريات (الأبقار والماعز والظباء إلخ..). والاعتياديُّ عند هذه الحيوانات هوَ امتلاكها لزوج واحد من القرون، لكن القليل منها تملك زوجين.
عادة ما يَكون شكل القرون منحنياً أو حلزونياً، وكثيراً ما تشوبه نتوءَات أو زخارف على شكل خطوطٍ (تمتد بالعرض على القرن من اليمين إلى اليسار)، لكن أيضاً تمتلك بعض الحيوانات قروناً مُستقيمة أو مُنحنية إلى حد ضئيل جداً. عندَ العديد من الحيوانات ذات القرون يَكون الذكر هوَ الجنس الوحيد الذي يَملك قروناً، وهذه من العلامات التي تميزه عن إناث تلك الحيوانات. تبدأ القرون في النموِّ بعد الولادة بقليل فقط، وتستمرُّ في نموِّها هذا طوال حياة الحيوان (ما عدى الظباء الأمريكيَّة، التي تبدل غلاف قرونها سنوياً لكنها لا تغير أبداً الأساس العظمي).
لا تُسمى البروزات الأخرى في أجسام الحيوانات بالقرون، بل تعد أعضاءً مُختلفة اعتماداً على الأجزاء التي تنتؤ منها من الجسد، منها على سبيل المثال المهماز والمخالب والحوافر.

## الاستخدامات الحيوانيَّة

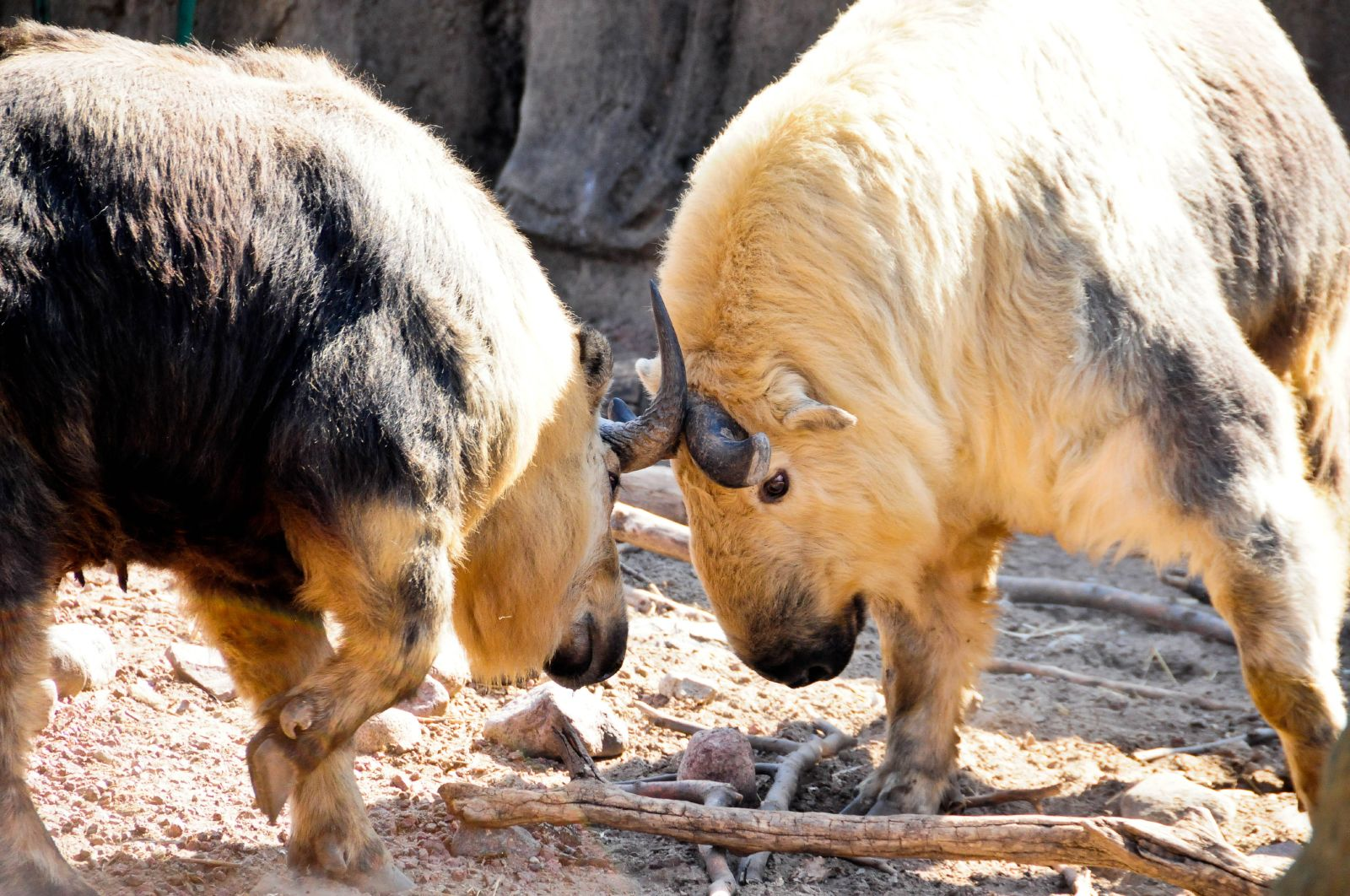
حيوانا تاكنٍ يَتعاركان في ولاية سيشوان الصينيَّة مُستخدمين قرنيهما القويَّين.

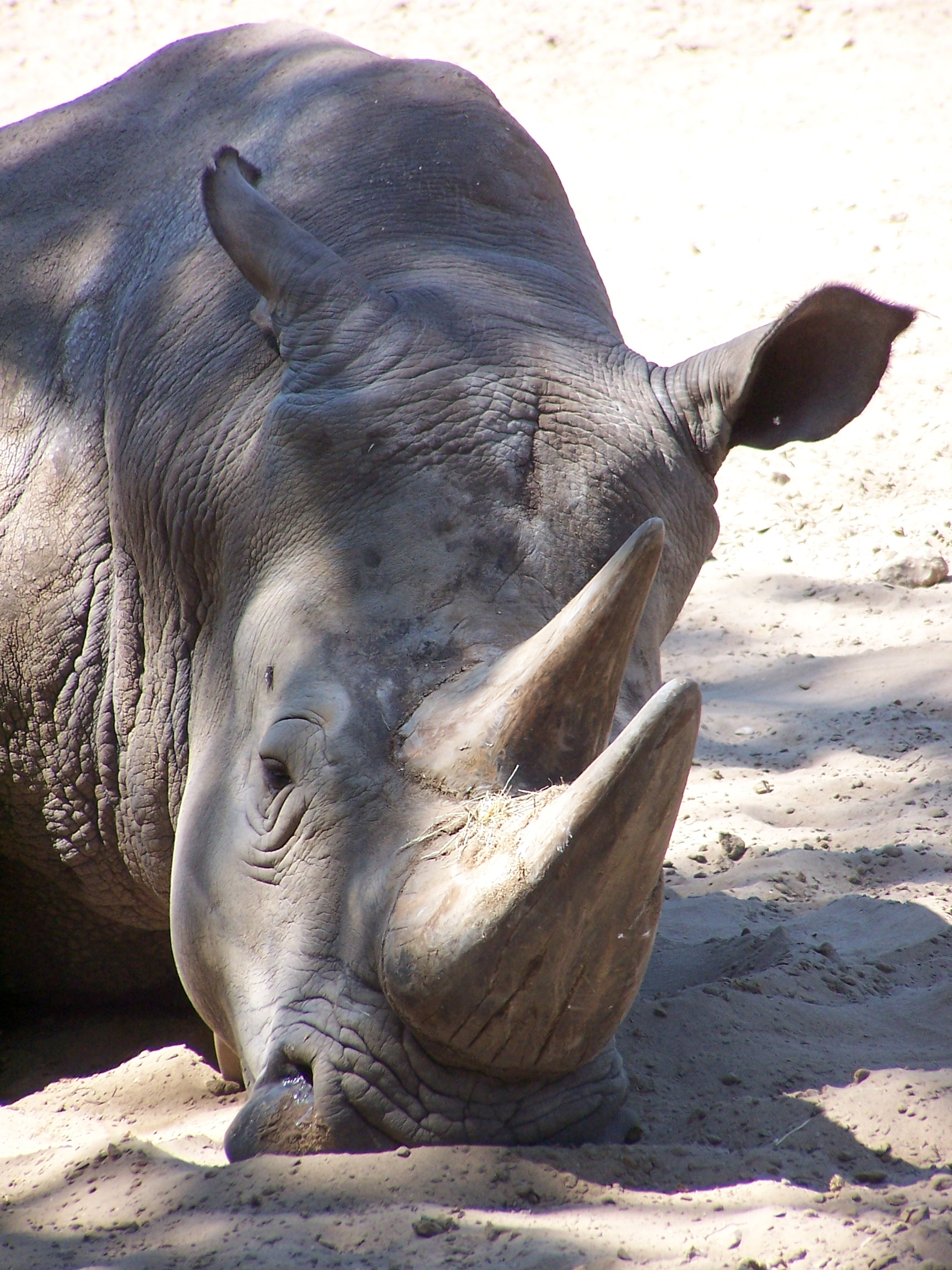
تتكوَّن قرون الكركدنيات بكاملها من شعر مُكتنز للغاية بحيث يُصبح صلباً جداً، على عكس البقريَّات وشفعيات الأصابع التي تمتلك قرونها أصلاً عظمياً.

تستخدم الحيوانات قرونها في مجالات واحتياجات طبيعيَّة عدَّة، منها الدفاع عن النفس ضد المفترسين والتعارك معَ الحيوانات الأخرى التي تنتمي إلى النوع نفسه لأسباب منها الدفاع عن المنطقة والسَّيطرة على القطيع والأفضليَّة في التزاوج. على الأرجح تكون الذكور هيَ وحدها من تمتلك من القرون من بين جنسي الحيوان، لكن معَ ذلك فعند بعض الأنواع يَمتلك كلا الجنسان قروناً. يَفترض بعض الباحثون حول التكيف الواقف وراءَ امتلاك حيوانات دون أخرى لخاصيَّة القرون أن الأنواع الأكبر حجماً والتي تقطن مناطق أكثر انفتاحاً تكون أكثر عرضة للخطر من غيرها، إذ تكون رؤيتها سهلة من مسافات بعيدة، لذا فهيَ تحتاج إلى القرون للدفاع عن نفسها والتعويض عن قلة تمويهها. ومن الدلائل على ذلك أن إناث البقريات كبيرة الحجم أو التي تقطن السافانا المَفتوحة عادة ما تمتلك قروناً أكثر من إناث البقريَّات الأخرى الأصغر حجماً أو الأكثر تمويهاً.

## حيوانات تمتلك قروناً
- البقريات: الأبقار، الثيران، الماعز، الظباء، الغزلان، الجواميس، البيسون.
- الظبيماعزيات: الظبي الأمريكي.
- الكركدنيات: الكركدن الأبيض، الكركدن الأسود، كركدن ميرك.
- السيراتوبسيات: ترايسيراتوبس، سينتروصور، كاسموصور، أخيلوصور.

## معرض صور

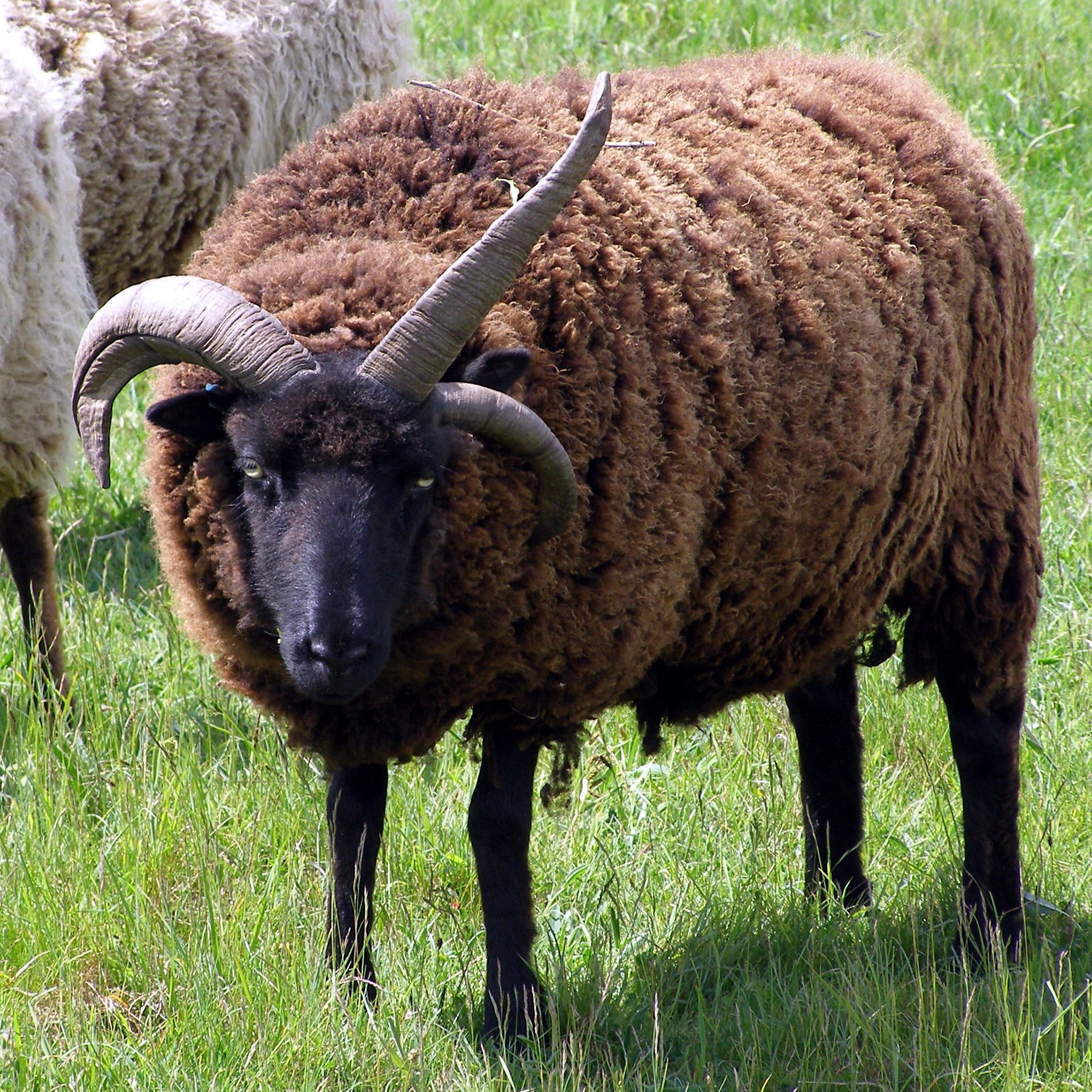
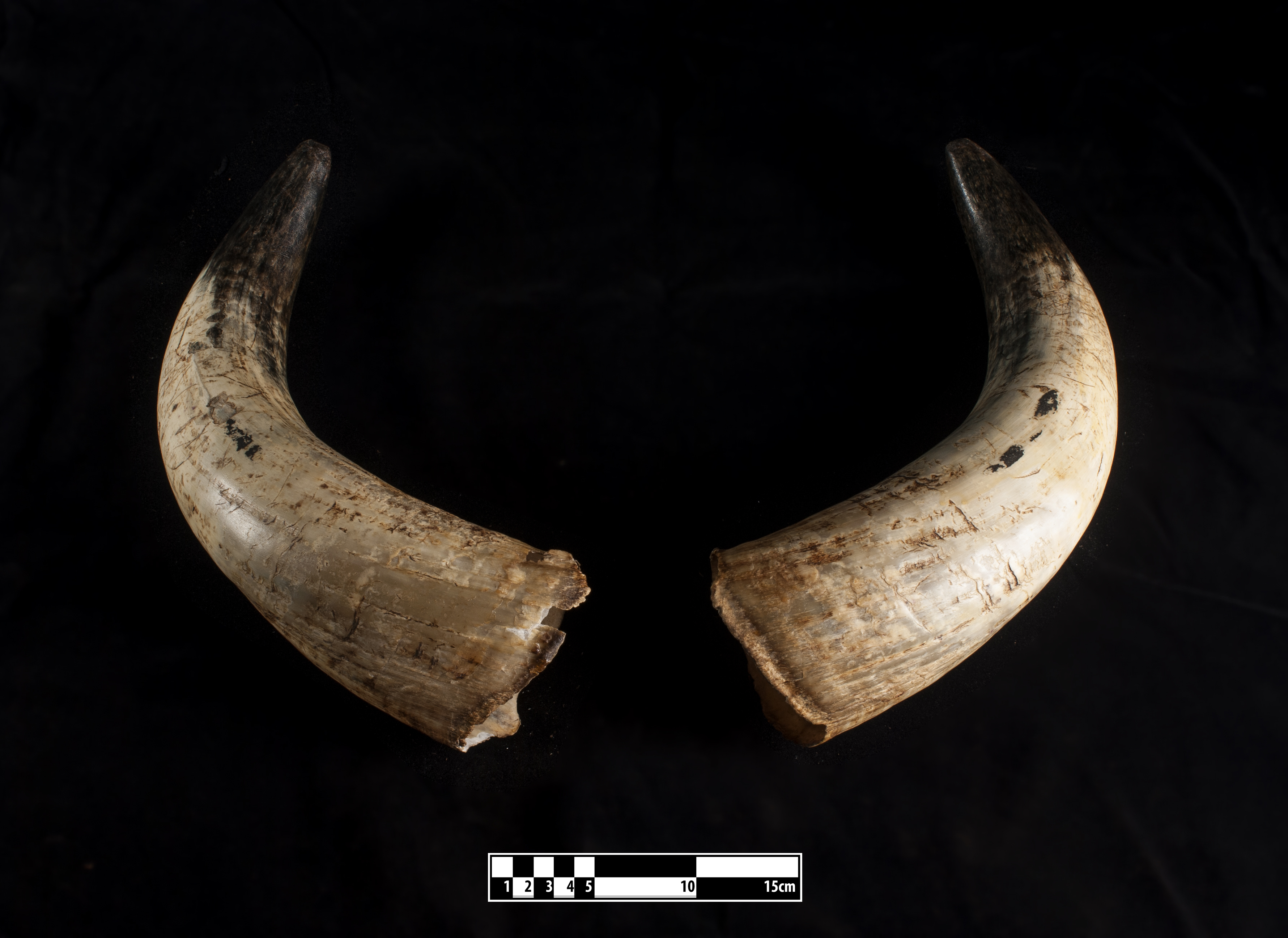
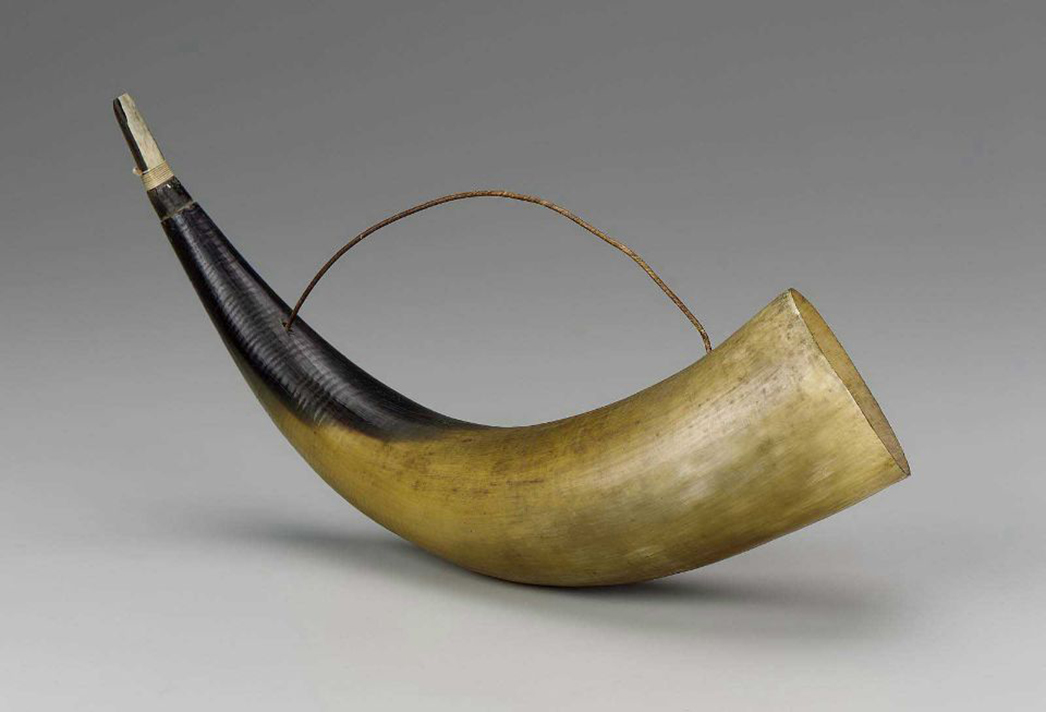
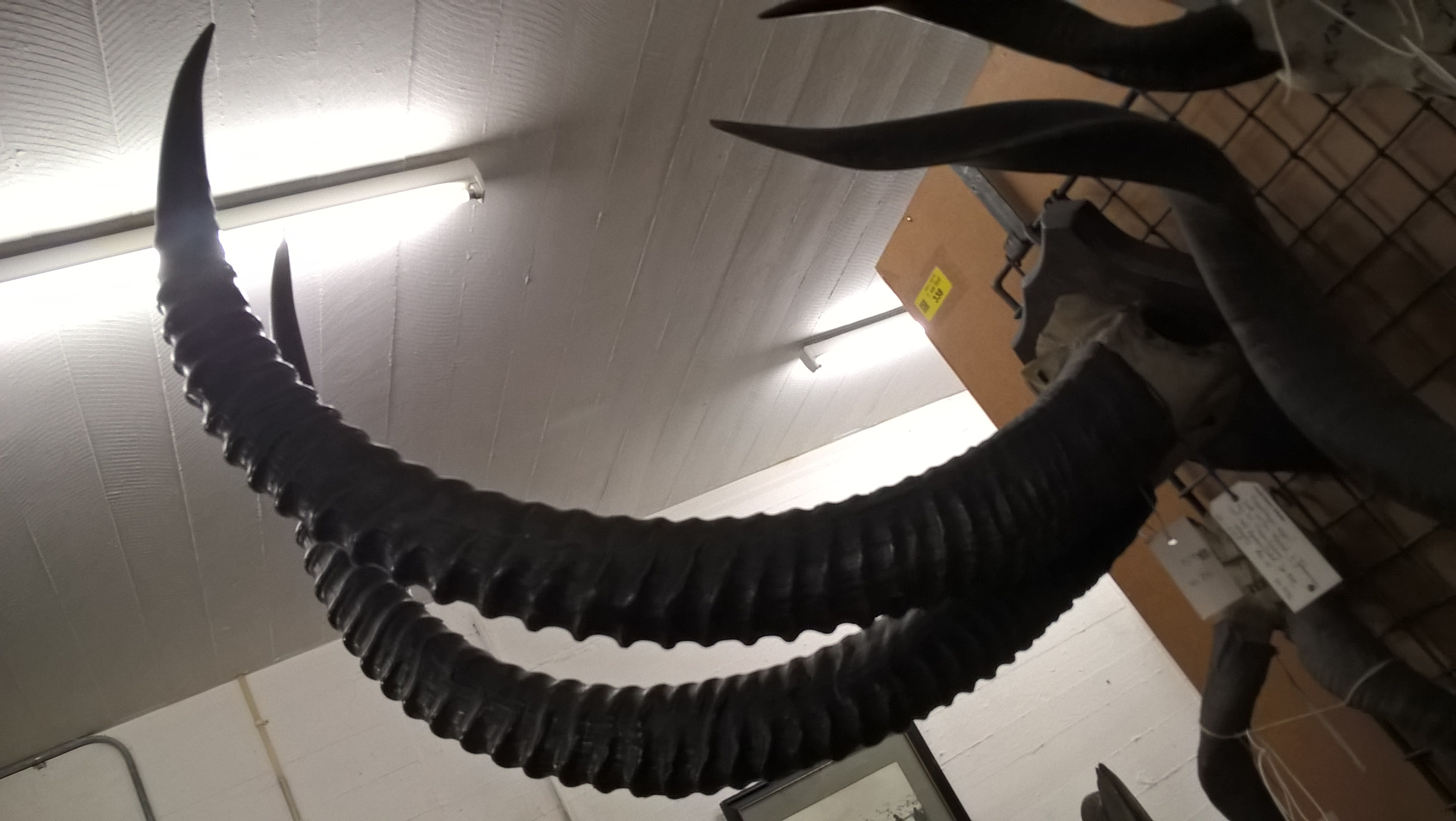
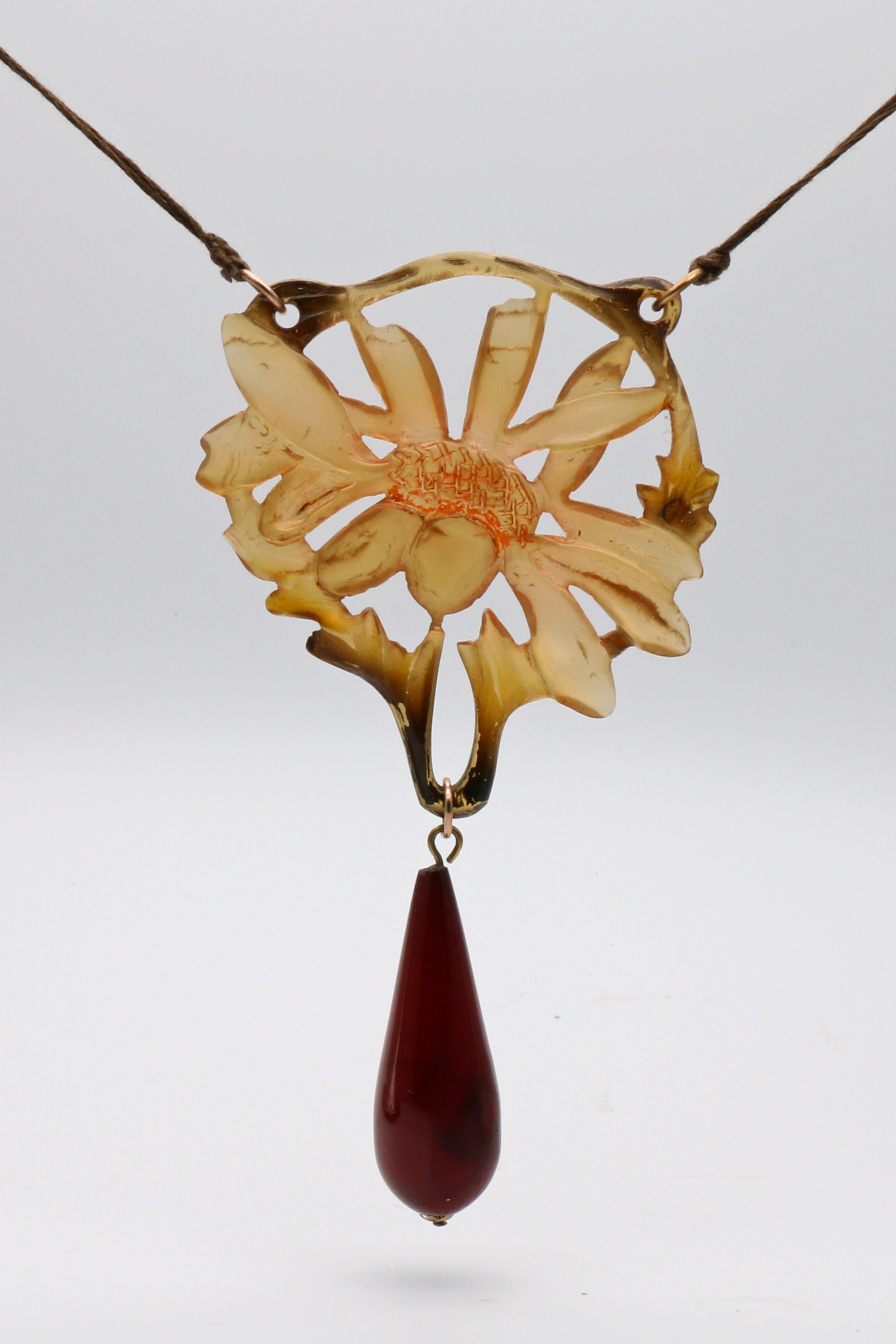

## هوامش
- ملاحظة 1 وجاء في المثل «كالثور يحمي أنفه بروقه»، والأروق ذو الروق أي القرن.[2]

## المرجع
1. ↑  المعجم الموحد لمصطلحات علم الأحياء، سلسلة المعاجم الموحدة (8) (بالعربية والإنجليزية والفرنسية)، تونس: مكتب تنسيق التعريب، 1993، ص. 265، OCLC:929544775، QID:Q114972534
2. 1 2  إدوار غالب (1988). الموسوعة في علوم الطبيعة: تبحث في الزراعة والنبات والحيوان والجيولوجيا (بالعربية واللاتينية والألمانية والفرنسية والإنجليزية) (ط. 2). بيروت: دار المشرق. ص. 689. ISBN:978-2-7214-2148-7. OCLC:44585590. OL:12529883M. QID:Q113297966.
3. ↑  Why Female Water Buffalo Have Horns but Impala Do Not? نسخة محفوظة 06 يناير 2012 على موقع واي باك مشين.